# セルジオ・メンデス
セルジオ・サントス・メンデス（Sérgio Santos Mendes、ポルトガル語発音: [ˈsɛʁʒju ˈsɐ̃tuʒ ˈmẽdʒiʃ]、1941年2月11日 - 2024年9月5日）は、ブラジル生まれのピアニスト、作曲家、編曲家、バンドマスターである。

## プロフィール

### 生い立ち
ブラジル南部、リオデジャネイロ州リオデジャネイロ市近郊のニテロイで生まれる。幼少の頃からリオ市内の音楽学校でクラシック・ピアノを学ぶなど、恵まれた環境で音楽の基礎を身に着ける。しかし、その後はクラシックの道へと進まなかった。

### ボサノヴァ

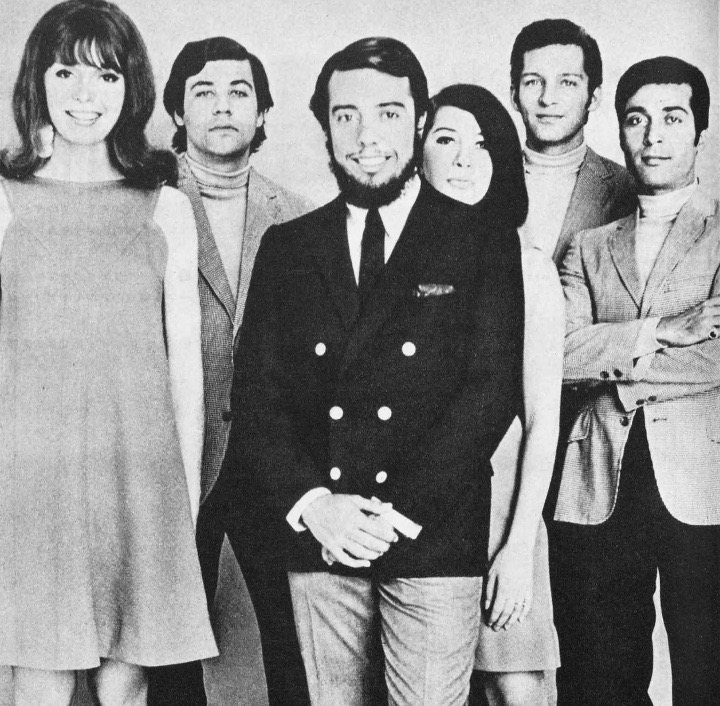
セルジオ・メンデス&ブラジル'66

1950年代後半にジャズ、そしてアントニオ・カルロス・ジョビンやジョアン・ジルベルトの影響を受けボサノヴァに移行し、彼らを誘って国内外で活躍するようになる。
1962年に「ヴォサ・リオ・セクステット」を結成。1965年にはアメリカに活動の場を移し、ジョビンやジルベルトとともに、1960年代中盤から後半にかけて巻き起こった世界的なボサノヴァ・ブームの推進役となった。
1966年、セルジオ・メンデス&ブラジル'66としてのファースト・アルバム『Herb Alpert Presents Sergio Mendes & Brasil '66』を発表。シングルカットされた「マシュ・ケ・ナダ」はビルボード・Hot 100で47位、イージーリスニングチャートで4位を記録。日本を含む世界の多くの国で有名になった。
その後も、ビートルズの「フール・オン・ザ・ヒル」や「デイ・トリッパー」といった曲をボサノヴァ風にアレンジしたカヴァーなど、欧米の音楽市場にとって親しみやすいボサノヴァをつくり、世界へ普及させた。1970年の大阪万国博覧会のステージ等、来日公演の経験も多数ある。77年にはランバート&ポッター制作のレコードを発表している。1983年には「愛をもう一度」が全米4位まで上昇するカムバック・ヒットとなった。

### 晩年

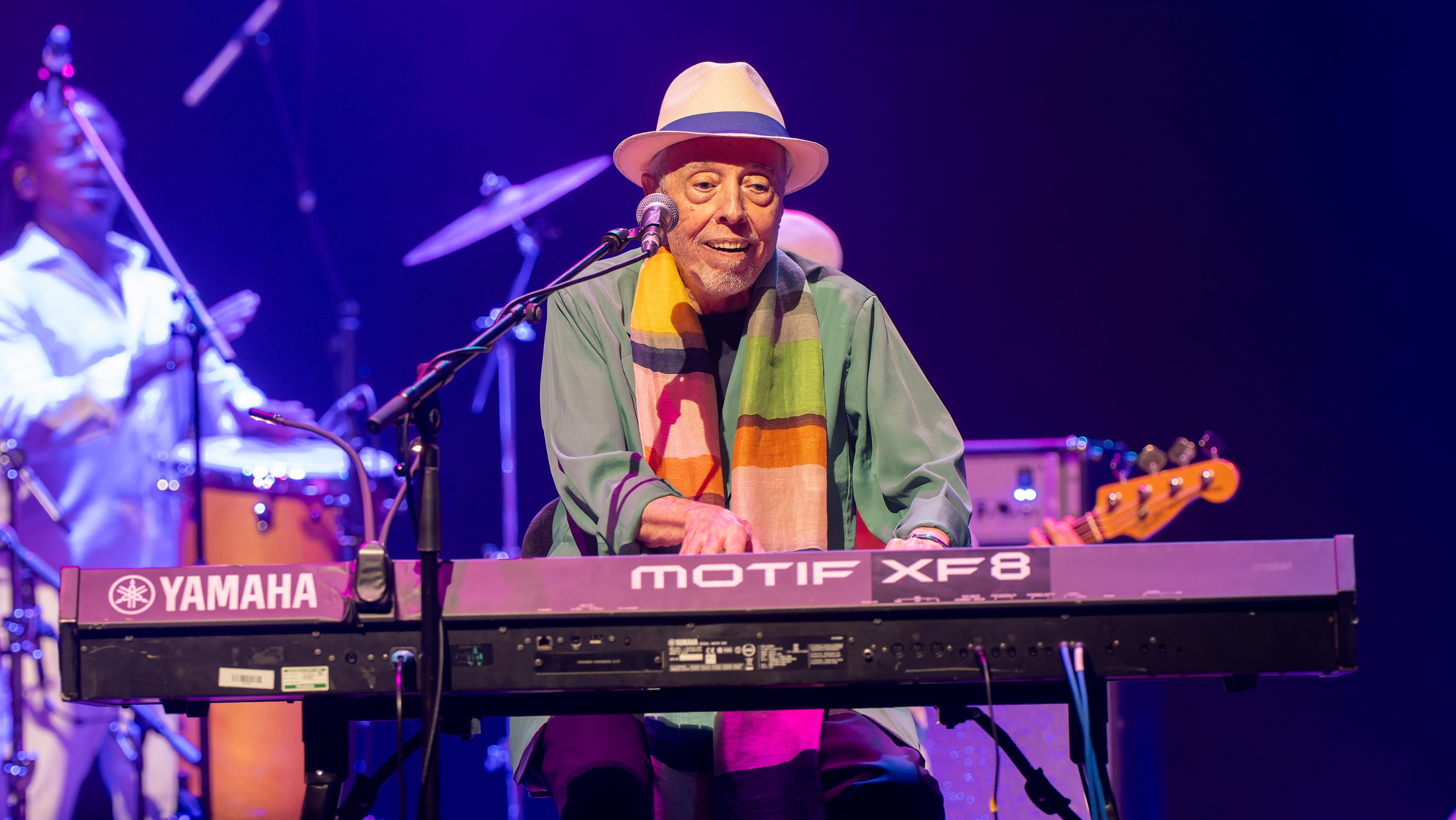
晩年のセルジオ（2023年）

1970年代後半以降、セルジオ・メンデスはAORやソウルを基調とするアメリカナイズされた音楽に傾いていたが、1992年にはブラジル音楽に回帰したアルバム「ブラジレイロ」を発表。翌年のグラミー賞にて最優秀ワールドミュージックアルバム賞を受賞した。
2006年の発表されたアルバム「Timeless」では、スティーヴィー・ワンダーやブラック・アイド・ピーズのウィル・アイ・アム、ジル・スコットら別のジャンルの大御所とのコラボレーションを実現し、世界的なヒットで話題を呼んだ。
2006年と2008年、2016年(3月の福島復興支援コンサート、9月の東京JAZZに出演)に来日公演を行っている。
2024年9月5日、ロサンゼルスでロングCOVIDにより死去。83歳没。

## その他
- 妻はグラシーニャ・レポラーセである。
- 1970年にレコーディングスタジオを改築した際の大工の中に、若き日のハリソン・フォードがいた。メンデスが感心する腕前であったそうだ。[要出典]
- アルバム「Brasileiro」（1992）は彼名義のアルバムであるが、実際はカルニーニョス・ブラウンやギンガといった、当時ブラジルの新進気鋭のミュージシャンと彼らの作品・演奏を集めてプロデュースしたものである。そのため、自身の従来のアルバムとは異なる内容となっており、ステレオタイプなイメージのボサノヴァやサンバに収まらない異色作となっている。なお、オープニング・ナンバーの「Fanfarra - ファンファーハ」は100名を超えるバテリア（打楽器隊）による典型的なサンバ・バトゥカーダであり、特にイントロダクションのコール＆レスポンス（打楽器の掛け合い演奏）は、日本の「浅草サンバカーニバル」などに出場するサンバチームが練習する定番のパターンとなっている。
- なかにし礼作詞、都倉俊一作曲の「愛されたあとで」という日本語詞のシングル歌謡曲も演奏している。B面が同じ曲の英語詞。

## ディスコグラフィ

### アルバム
- 1961: Dance Moderno (Philips)
- 1962: Cannonball's Bossa Nova (Riverside/Capitol Records)
- 1963: Você Ainda Não Ouviu Nada! (a.k.a., The Beat of Brazil) (Philips)
- 1964: The Swinger from Rio (a.k.a., Bossa Nova York) (Atlantic)
- 1965: In Person at El Matador (Atlantic)
- 1965: Brasil '65  (a.k.a. In The Brazilian Bag) (Capitol)
- 1965: The Great Arrival (Atlantic)
- 1966: Herb Alpert Presents: Sergio Mendes & Brasil '66 (A&M)
- 1967: Equinox (Sérgio Mendes album)|Equinox (A&M)
- 1967: Quiet Nights (Philips)
- 1967: Look Around (Sérgio Mendes album)|Look Around (A&M)
- 1968: Fool on the Hill (album)|Fool on the Hill (A&M)
- 1968: Sergio Mendes' Favorite Things (Atlantic)
- 1969: Crystal Illusions (A&M)
- 1969: Ye-Me-Lê (A&M)
- 1969: The Story of... Sérgio Mendes and Brasil '77 (a.ka., Italia - Brazil) (A&M)
- 1970: Live at the Expo (A&M)
- 1970: Stillness (A&M)
- 1971: País Tropical (A&M)
- Definite Collection
- Best Of Sergio Mendes
- Bossa Nova York
- Live At The Expo 70
- Great Arrival / Beat Of Brazil
- Brasileiro(1992)
- Minha Historia
- Vintage '74

### シングル
- マシュ・ケ・ナダ（全米47位）（オリコン69位）
- 恋の面影（全米4位）
- フール・オン・ザ・ヒル（全米6位）（オリコン55位）
- 愛をもう一度（全米4位）

## 受賞歴
- グラミー賞：「最優秀ワールド・ミュージック・アルバム賞」(1992年度)

## 日本公演
- 1984年

9月24日 昭和女子大学人見記念講堂、25日 神奈川県立県民ホール、26日 大阪厚生年金会館、28日 福岡サンパレス、29日 名古屋市民会館、10月3日 昭和女子大学人見記念講堂、5日 北海道厚生年金会館